# Văn hóa phương Đông

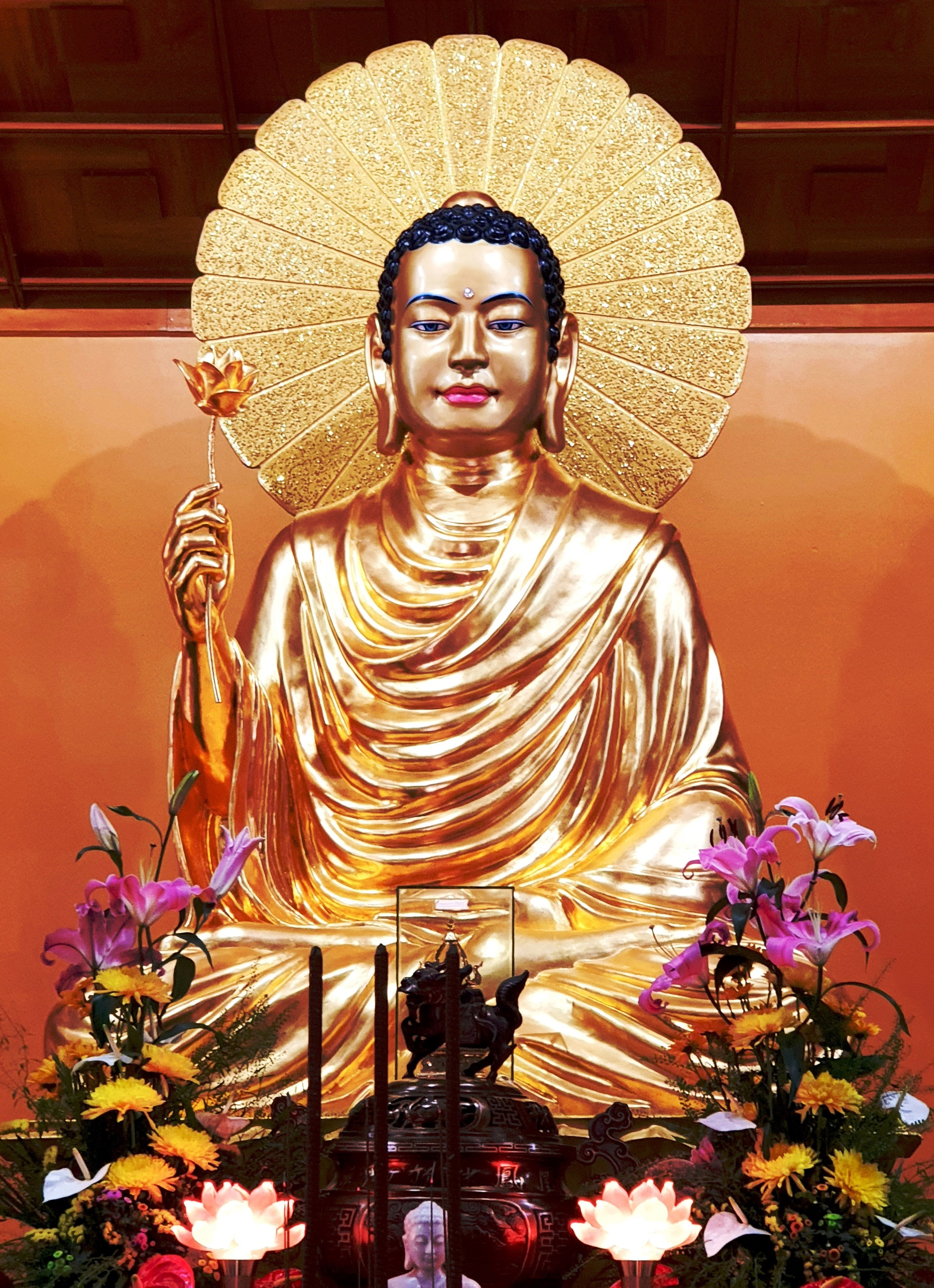
Phật giáo là một trong những điểm đặc sắc của văn hóa phương Đông

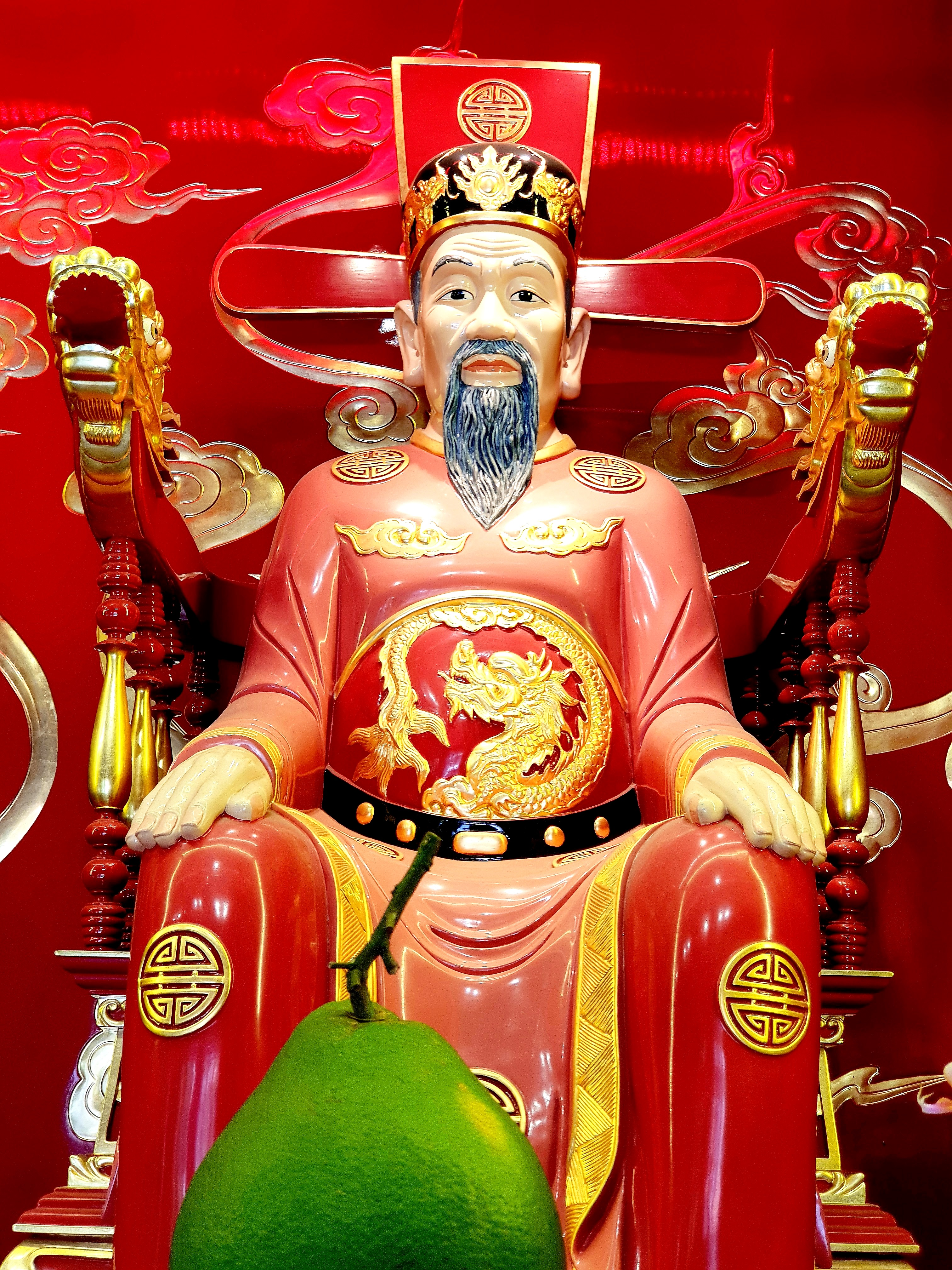
Khổng giáo có ảnh hưởng trong văn hóa gia đình ở vùng Á Đông

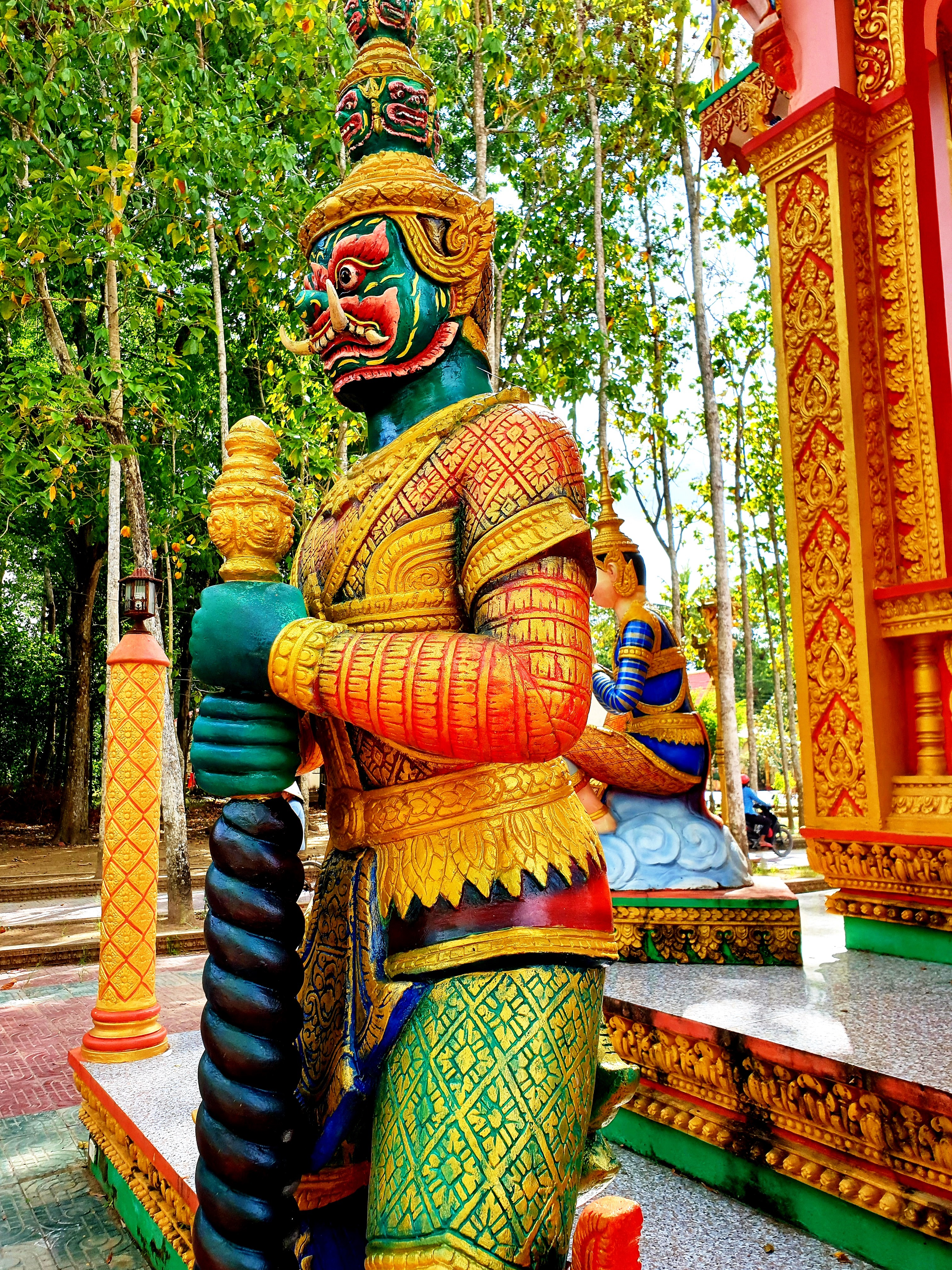
Văn hóa Ấn Độ (Hin-du) ảnh hưởng sâu sắc đến Đông Nam Á

Văn hóa phương Đông (Eastern culture) hay còn gọi là Văn minh phương Đông (Eastern civilization) là một thuật ngữ bao trùm chỉ về di sản văn hóa đa dạng của những yếu tố về chuẩn mực xã hội, giá trị đạo đức, phong tục truyền thống, hệ thống tín ngưỡng, hệ thống chính trị, văn vật và kỹ nghệ của thế giới phương Đông. Mặc dù không có thuật ngữ "văn hóa phương Đông" đơn lẻ và tổng quát, nhưng có các nhóm nhỏ trong nội hàm đó, chẳng hạn như các quốc gia ở Đông Á, Đông Nam Á hoặc Nam Á, cũng như tính nguyên hợp trong các khu vực văn hóa này. Chúng bao gồm sự truyền bá của tôn giáo phương Đông chẳng hạn như Phật giáo hoặc Ấn Độ giáo, việc sử dụng phổ biến Hán tự hoặc Phạn văn trong các văn bản chính danh, các gốc rễ ngôn ngữ, sự kết hợp của các món ăn trong ẩm thực và truyền thống xã hội, cùng nhiều điều khác.

## Tổng quan
Phương Đông với tư cách là một khu vực địa lý (phía Đông), không rõ ràng và không được xác định cụ thể. Thông thường hơn, hệ tư tưởng của cư dân một quốc gia sẽ được sử dụng để phân loại nó thành một xã hội phương Đông. Có một số bất đồng về việc những quốc gia nào nên hoặc không nên được đưa vào danh mục này và vào thời điểm nào. Nhiều phần của Đế quốc Đông La Mã (Byzantine) được coi là khác biệt với thế giới phương Tây và do đó được hầu hết các học giả gán cho đế chế này là phương Đông. Đế quốc Byzantine chủ yếu bị ảnh hưởng bởi các tập quán phương Đông do sự gần gũi và tương đồng về văn hóa với Iran và Bán đảo Ả Rập, do đó thiếu các đặc điểm được coi là "văn hóa phương Tây". Cả các tác giả Đông và Tây Âu thường coi Byzantium là một tập hợp các ý tưởng tôn giáo, chính trị và triết học trái ngược với các ý tưởng của phương Tây. Rất khó để xác định cá nhân nào phù hợp với loại nào, và sự tương phản Đông-Tây đôi khi bị chỉ trích là thuyết tương đối và tùy tiện.
Chủ nghĩa toàn cầu đã truyền bá tư tưởng và giá trị phương Tây rộng rãi đến mức hầu hết các nền văn hóa hiện đại, ở một mức độ nào đó, đều bị ảnh hưởng từ các khía cạnh của văn hóa phương Đông. Hình mẫu quan điểm về "phương Đông" (Occidentalism) đã được gắn nhãn là Chủ nghĩa phương Đông (Orientalism), song song với thuyết huyền bí—thuật ngữ chỉ các quan điểm rập khuôn thế kỷ XIX về "phương Tây". Khi người châu Âu (người Tây phương) khám phá ra thế giới rộng lớn hơn, các khái niệm cũ đã được điều chỉnh. Khu vực trước đây được coi là Phương Đông ("phía Đông") đã trở thành Cận Đông khi lợi ích của các cường quốc châu Âu can thiệp vào Nhật Bản ở thời kỳ Minh Trị và Trung Quốc vào thời nhà Thanh lần đầu tiên vào thế kỷ XIX. do đó, Chiến tranh Trung-Nhật năm 1894–1895 xảy ra ở Viễn Đông trong khi những rắc rối xung quanh sự suy tàn của Đế chế Ottoman đồng thời xảy ra ở Cận Đông. Nhà khảo cổ học người Anh D.G. Hogarth xuất bản cuốn The Nearer East vào năm 1902, giúp xác định thuật ngữ và phạm vi của nó, bao gồm Albania, Montenegro, miền nam Serbia và Bulgaria, Hy Lạp, Ai Cập, tất cả vùng đất Đế quốc Ottoman, toàn bộ Bán đảo Ả Rập và các phần phía Tây của Iran. Thuật ngữ Trung Đông trong giữa thế kỷ XIX bao gồm lãnh thổ phía đông của Đế quốc Ottoman, nhưng phía Tây Trung Quốc—Đại Ấn Độ và Đại Ba Tư—hiện được sử dụng đồng nghĩa với "Cận Đông" trong hầu hết các ngôn ngữ.
Gia đình có tầm quan trọng rất lớn trong văn hóa phương Đông nơi họ dạy con cái về việc gia đình là nơi che chở chúng và là cội nguồn gốc gác tạo nên bản sắc của chúng như thế nào. Cha mẹ mong đợi sự gắn kết từ con cái của họ. Cha mẹ đặt ra luật lệ, gia quy (có câu: "phép có phép nước, gia có gia quy") và con cái phải tuân theo nề nếp phép tắc đó và đây được gọi là sự hiếu thảo, sự kính trọng đối với cha mẹ và lễ phép với người lớn tuổi, và nó là một khái niệm bắt nguồn từ Trung Quốc với đức tính chữ Hiếu (孝) từ những lời thuyết dạy trong Nho giáo. Trẻ em được cho là có khả năng tự chủ nên khó thể hiện cảm xúc. Giới trẻ phương Đông cũng phải thể hiện sự cung kính lễ phép thông qua cử chỉ và cung cách nói chuyện lễ độ. Theo truyền thống, con cái phải chăm sóc cha mẹ khi chúng lớn lên. Người con trai (đặc biệt là con trai trưởng/con cả/anh hai) được mong đợi sẽ ở lại gia đình để coi sóc hương hỏa, mồ mả của gia đình dòng tộc, trong khi con gái sẽ phải được gả đi để sống với gia đình nhà chồng. Trong văn hóa Trung Quốc, trẻ em đôi khi phải chăm sóc phụng dưỡng người lớn tuổi (cao niên/赡养), và ở nhiều cộng đồng hải ngoại khác nhau, người ta có thể thấy trẻ em Trung Quốc sống với ông bà cha mẹ.